# هارولد تاور
هارولد تاور (انگلیسی: Harold Tower; ۱۷ ژوئیهٔ ۱۹۱۱ – ۱۲ اوت ۱۹۹۴) قایقران روئینگ اهل ایالات متحده آمریکا بود.